# Chùa Xiêm Cán
Chùa Xiêm Cán nằm tại ấp Biển Đông B, xã Vĩnh Trạch Đông cũ, thành phố Bạc Liêu cũ, tỉnh Bạc Liêu cũ (nay là Đường Huyện 31, khóm Biển Đông B, phường Hiệp Thành, tỉnh Cà Mau), là công trình kiến trúc nổi bật và là nơi tổ chức các lễ hội hàng năm của người Khmer. Chùa có khuôn viên rộng 4 ha, là quần thể kiến trúc tôn giáo lớn bậc nhất khu vực Đồng bằng sông Cửu Long.

## Tên gọi và vị trí
Chùa Xiêm Cán ban đầu có tên tiếng Khmer là Komphisako, khi người Hoa đến định cư chủ yếu là người Triều Châu họ đã gọi chùa là Xiêm Cán, trong tiếng Tiều của họ có nghĩa là "giáp nước" dùng để chỉ ngôi chùa nằm cạnh bờ biển.
Chùa Xiêm Cán nằm tại ấp Biển Đông B, xã Vĩnh Trạch Đông cũ, thành phố Bạc Liêu cũ, tỉnh Bạc Liêu cũ (nay là Đường Huyện 31, khóm Biển Đông B, phường Hiệp Thành, tỉnh Cà Mau) và cách trung tâm thành phố Bạc Liêu cũ 7 km về phía đông và cách biển 2 km.

## Lịch sử
Chùa xây dựng vào tháng 4 năm 1887, Phật lịch năm 2430, trụ trì đầu tiên là Hòa thượng Thạch Nam, và là người đã cho khởi công xây dựng chùa. Chùa có diện tích ban đầu là 4.500 m², khuôn viên hiện nay là 4 ha. Đây là ngôi chùa cổ đã trải qua 9 đời trụ trì. Hơn một thế kỷ hình thành và phát triển, chùa Xiêm Cán là trung tâm sinh hoạt văn hóa tâm linh, văn hóa nghệ thuật của người Khmer.
Chùa là nơi lưu giữ bộ sách Khmer cổ được viết trên lá cây dày đến 70 trang.
Năm 2001, Ủy ban nhân dân tỉnh Bạc Liêu đã xếp chùa Xiêm Cán là Di tích kiến trúc nghệ thuật.
Năm 2009, chùa Xiêm Cán thỉnh nhận xá lợi Phật, xây Bảo tháp Ngọc Xá Lợi tôn nghiêm đối diện với giảng đường.
Ngày 29 tháng 6 năm 2022, UBND tỉnh Bạc Liêu ban hành Quyết định số 247/QĐ-UBND công nhận di tích lịch sử văn hóa Chùa Xiêm Cán là điểm du lịch tiêu biểu của khu vực Đồng bằng sông Cửu Long.

## Kiến trúc
Quần thể kiến trúc chùa quay mặt về hướng đông và được xây dựng theo kiến trúc trường phái Phật giáo Nam Tông. Màu xây dựng phổ biến của chùa giống như bao chùa Khmer khác là màu vàng và màu đỏ vàng. Kiến trúc xây dựng có rất nhiều phù điêu.

### Cổng, tường rào và khuôn viên
Cổng chùa xây theo kiến trúc Angkor, phía trên có tượng rắn nhiều đầu và nhiều hình ảnh những thiếu nữ nhảy múa, bên dưới bảng tên cổng có hai chim thần Krut và hai con rắn năm đầu uốn lượn. Bức tường rào bao bọc xung quanh chùa chạm trổ nhiều hoa văn. Khuôn viên chùa rất rộng với nhiều cây sao, cây dầu cao vút và xếp thẳng hàng.

### Chánh điện
Chánh điện nằm tại trung tâm khuôn viên chùa, trên nền gạch cao 1,5m với 3 bậc cấp cùng một hành lang bao quanh, được xây theo hình chữ nhật, rộng 18 m và chiều dài 36 m. Có 100 cây cột bê tông tròn tất cả, được chạm trổ tinh xảo.
Mái chùa gồm 3 lớp so le hình tháp chồng lên nhau, góc mái của mỗi đỉnh đều được đắp khúc đuôi rắn dài và uốn cong. Hai khoảng trống ở hai đầu hồi bịt bằng hai tấm gỗ hình tam giác và được chạm khắc, người Khmer gọi là "hô cheang". Trên các bờ dãy giáp mi của các nếp mái đắp các tượng rồng Khmer, đầu rồng dạng kép nằm ngay các góc đao của mái, thân rồng nằm xoãi dài theo bờ dãy với hàng vi lưng tỉa rõ, uốn cong ngược lên như những ngọn lửa. Đầu, thân và đuôi rồng kết hợp với nhau tạo nên hình ảnh những chiếc ghe ngo. Ở mỗi điểm tiếp giáp giữa các đầu cột và mái đều là đầu rắn thần Nagar, rắn là linh vật bảo vệ cho chùa.
Bàn thờ chánh điện trang trí hoa văn, họa tiết điêu khắc phong phú và tinh xảo. Trên bệ đặt nhiều tượng Phật, gồm một tượng Phật Thích Ca lớn nhất ở giữa. Các tượng Phật khác diễn tả các thời kỳ hóa thân của Phật. Vách và trần được trang trí phù điêu, bích họa cầu kỳ, công phu và nhiều màu sắc. Các bích họa kể lại cuộc đời Đức Phật và trường ca Ramayana.
Tòa chánh điện có chiều cao 36,3 m được xem là cao nhất trong quần thể chùa Khmer Nam Bộ tại Việt Nam.

### Cột trụ biểu
Đối diện chánh điện là cột trụ biểu với hình tượng rắn thần Nagar 5 đầu, cột dùng để thắp nến vào những ngày lễ.

### Tăng xá
Phía sau cột trụ biểu là tăng xá, tăng xá trụ trì được xây bằng gạch kiên cố, chạm trổ nhiều hoa văn, họa tiết với màu sắc sặc sỡ. Bên cạnh đó là tăng xá cổ và tăng xá trụ trì cổ, kiến trúc hoàn toàn bằng gỗ quý, gồm sao, căm xe, qua thời gian dài sắc gỗ vẫn đen ngời, mái bằng ngói.

### Khu nhà truyền thống sala
Khu nhà truyền thống sala có chức năng là giảng đường và nhà hội, được xây dựng hoàn toàn bằng gỗ, trang trí khá công phu với các họa tiết độc đáo. Nội thất bên trong có bàn thờ Phật và bàn ghế, sàn ván để tín đồ ngồi trước khi lên chánh điện. Vách và trần khu nhà được trang trí các họa tiết, bích họa công phu. Ở hành lang có chiếc chuông lớn màu đen nổi.

### Công trình khác
Chùa Xiêm Cán có nhiều bức tượng thái tử Sidatta cưỡi trên lưng ngựa trắng được Xanac đưa qua sông để đi tìm đường giác ngộ. Hai bên chánh điện có nhiều tháp cốt và một nhà hỏa thiêu. Trong khuôn viên có trường dạy chữ Khmer, chữ Pali, dạy kinh,... là nơi lưu giữ các tập truyện kể dân gian.

## Hoạt động
Chùa Xiêm Cán là địa điểm hoạt động văn hóa tâm linh, là nơi tổ chức các lễ hội hàng năm của người Khmer. Chùa cũng là địa điểm hoạt động văn hóa nghệ thuật của người Khmer, Đội Văn hóa - Văn nghệ Khmer chùa Xiêm Cán được ban quản trị chùa thành lập và hoạt động nhằm lưu giữ những giá trị văn hóa vốn có của người Khmer, phục vụ người dân địa phương và du khách gần xa các điệu múa Apsara, Rom vong, Sarawan, trống sa săm, múa gáo mang đậm bản sắc dân tộc Khmer.
Chùa cũng là nơi học tập của các sư sãi, hiện chùa có 3 lớp học, mở từ thứ 2 đến thứ 7, được nghỉ 3 tháng trong năm, thời gian nghỉ do nhà chùa quy định. Hiện thường xuyên có 50 sư theo học với đủ lứa tuổi, chương trình học từ lớp 1 đến lớp 8. Nội dung giảng dạy là chữ Khmer, các môn toán, tiếng Việt và giáo lý phật giáo Khmer.

### Sách
- Thích Nhật Từ (2020), Phật giáo Nam tông cái vùng Nam bộ, NXB Hồng Đức.